# Phaloe vogli
Phaloe vogli är en fjärilsart som beskrevs av Daniel 1966. Phaloe vogli ingår i släktet Phaloe och familjen björnspinnare. Inga underarter finns listade i Catalogue of Life.